# Ostrea angasi
Ostrea angasi is een tweekleppigensoort uit de familie van de Ostreidae. De wetenschappelijke naam van de soort werd in 1871 voor het eerst geldig gepubliceerd door George Brettingham Sowerby II.